# Helly Luv

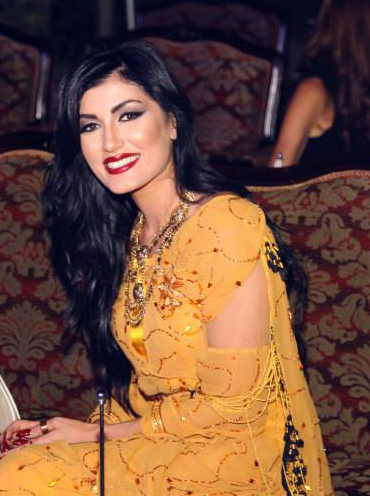
Helly Luv (2014)

Helly Luv  (* 16. November 1988 in Urmia, Iran; bürgerlich Helan Abdullah) ist eine iranisch-kurdische Pop-, Hip-Hop- und R&B-Sängerin. Sie wuchs in Finnland auf und zog nach dem Schulabschluss nach Kalifornien, um ihren Traum als Sängerin zu verfolgen. Mit ihrem Video zu der Single Risk It all (Riskiere alles) erlangte sie vor allem in der Autonomen Region Kurdistan im Irak große Aufmerksamkeit.

## Leben
Luvs Eltern flüchteten nach dem Zweiten Golfkrieg in die Türkei, von wo sie weiter nach Finnland emigrierten. Schon früh entdeckte Luv ihre Liebe zur Musik und zum Theater und gewann verschiedene Preise für ihre Tanzkünste. Mit 18 Jahren beschloss sie, nach Kalifornien zu ziehen, um ihrem Traum als Sängerin näher zu kommen. Aufgrund zahlreicher hochgeladener Videos auf Myspace wurde sie von dem Produzenten Carlos McKinney entdeckt. Sie erhielt einen Vertrag bei der G2 Music Group.
2014 spielte sie in dem Film Mardan bei dem Batin Ghobadi und& Bahman Ghobadi Regie führten.

## Risk it All (Video)
Risk it all ist eine Singleauskopplung aus ihrem ersten Album. Das dazugehörige Musikvideo wurde in der Hauptstadt der Autonomen Region Kurdistan, Erbil, gedreht, hauptsächlich in der Umgebung der Zitadelle von Erbil. Aufgrund von Luvs freizügigem Kleidungsstil und ihren exzentrischen Markenzeichen machte das Video große Schlagzeilen. Einige islamistische Gruppen drohten ihr gar mit dem Tod; andere beschuldigten sie, Anhängerin der Illuminaten zu sein.

## Revolution (Video)
Helly Luvs zweites Musikvideo Revolution wurde nur einige Kilometer von einem Stützpunkt des IS gedreht. Es war ein Symbol im Kampf gegen die IS, wodurch sie deren Aufmerksamkeit auf sich zog. Im Verlauf des Videos tritt sie auch in Uniform und kämpferischer Pose auf und stoppt einen Panzer. Im Video wurden mehrere (National-)Flaggen benutzt und durch die Wiederholung wie „Together we can survive it“ oder „we are united“ verdeutlicht das Video noch einmal, dass Solidarität der Völker den IS besiegen kann.
Während am Anfang des Videos der IS ein Dorf besetzt, endet es mit einer scheinbar nicht für das Video bestimmten Aufnahme. Die Protagonistin teilt hinter den Kulissen mit, dass das drei Meilen hinter der Frontlinie gedreht wurde, bevor sie scheinbar von einem Scharfschützen erschossen wird.

## Diskografie

### Singles
- 2014: Risk it All
- 2015: Revolution
- 2017: Finally
- 2018: Guns & Roses (mit Ardian Bujupi)
- 2019: Boy Bye
- 2020: Min Tu Navey
- 2021: Mshtaglk (mit Mohamed Alsalim)
- 2022: Kurdish Barbie
- 2022: Go Go Ale Ale
- 2023: Yalla Habibi
- 2024: Barrio
- 2025: Zooba (mit Prince Slomo)

## Filme
- 2014: Mardan